# Győr Sharks 2023
Questa voce raccoglie le informazioni riguardanti i Győr Sharks nelle competizioni ufficiali della stagione 2023.

## Divízió I 2023

### Stagione regolare
| Nyúl 2 aprile 2023, ore 14:20 1ª giornata | Győr Sharks | 45 – 0 | Hippos | Nyúli Sportpálya |

| Budapest 15 aprile 2023, ore 15:00 3ª giornata | Budapest Wolves 2 | 45 – 7 | Győr Sharks | Angyalföldi Sportközpont |

| Nyúl 29 aprile 2023, ore 14:00 5ª giornata | Győr Sharks | 20 – 0 | Jászberény Wolverines | Nyúli Sportpálya |

| Pécs 20 maggio 2023, ore 15:00 8ª giornata | Pécs Legioners | 23 – 14 | Győr Sharks | Stadion PMFC |

| Nyúl 4 giugno 2023 10ª giornata | Győr Sharks | 38 – 6 | Diósd Saints | Nyúli Sportpálya |

### Playoff
| Nyúl 2 luglio 2023, ore 14:00 Wild Card | Győr Sharks | 28 – 6 | DEAC Gladiators | Nyúli Sportpálya |

| Budapest 9 luglio 2023, ore 15:00 Semifinale | Budapest Wolves 2 | 26 – 0 | Győr Sharks | Angyalföldi Sportközpont |

## Statistiche di squadra
| Competizione      | %Vittorie | In casa | In casa | In casa | In casa | In casa | In casa | In trasferta | In trasferta | In trasferta | In trasferta | In trasferta | In trasferta | Totale | Totale | Totale | Totale | Totale | Totale |
| Competizione      | %Vittorie | G       | V       | N       | P       | Pf      | Ps      | G            | V            | N            | P            | Pf           | Ps           | G      | V      | N      | P      | Pf     | Ps     |
| ----------------- | --------- | ------- | ------- | ------- | ------- | ------- | ------- | ------------ | ------------ | ------------ | ------------ | ------------ | ------------ | ------ | ------ | ------ | ------ | ------ | ------ |
| Stagione regolare | .600      | 3       | 3       | 0       | 0       | 103     | 6       | 2            | 0            | 0            | 2            | 21           | 68           | 5      | 3      | 0      | 2      | 124    | 74     |
| Playoff           | .500      | 1       | 1       | 0       | 0       | 28      | 6       | 1            | 0            | 0            | 1            | 0            | 26           | 2      | 1      | 0      | 1      | 28     | 32     |
| Totale            | .571      | 4       | 4       | 0       | 0       | 131     | 12      | 3            | 0            | 0            | 3            | 21           | 94           | 7      | 4      | 0      | 3      | 152    | 106    |